# Emilio Pellicani
Emilio Pellicani (Torino, c. 1932 – ...) è stato un funzionario italiano.
Diventato noto soprattutto per il suo ruolo di segretario e factotum di Flavio Carboni, figura centrale in diverse inchieste giudiziarie italiane legate al Banco Ambrosiano, alla Loggia P2 e ad affari economico-finanziari degli anni ’80 e ’90.

## Biografia
Balza agli onori della cronaca per il suo stretto legame operativo con Flavio Carboni, imprenditore implicato nei casi Roberto Calvi, Loggia P2, e affari in Costa Smeralda.

## Attività e coinvolgimenti

### Collaboratore di Flavio Carboni
Pellicani ricoprì un ruolo operativo di primo piano nella rete di società e affari di Carboni. Era il suo segretario personale, ed esecutore di fiducia per operazioni logistiche e finanziarie.
Secondo le deposizioni e gli atti parlamentari, Pellicani fu coinvolto nella gestione di società estere con sede in Svizzera e Liechtenstein, tra cui Sedifo, Pagus, Zirpel Anstalt e Zenith Finance, tutte riconducibili a Carboni.

### Audizione alla Commissione P2
Il 24 febbraio 1983, Emilio Pellicani fu ascoltato dalla Commissione parlamentare d'inchiesta sulla Loggia massonica P2. In quell'occasione dichiarò che Carboni e Armando Corona, all’epoca Gran Maestro del GOI, avevano rapporti con magistrati milanesi (tra cui i giudici Pasquale Carcasio e Francesco Consoli) per ottenere sentenze favorevoli, in particolare riguardo al processo di Roberto Calvi.
Riferì inoltre che Calvi stava cercando di raccogliere 25 miliardi di lire, coinvolgendo figure come Andrea Rizzoli, Gianni Tassan Din, e l’avvocato Claudio Vitalone, con l’obiettivo di “sistemare” alcune situazioni giudiziarie pendenti.

### Affari immobiliari e acquisizioni
Secondo le dichiarazioni di Flavio Carboni, Pellicani fu incaricato di versare un assegno da 800 milioni di lire per l'acquisto della Villa Certosa in Costa Smeralda, residenza estiva poi di Silvio Berlusconi, anche se il prezzo reale dell’immobile sarebbe stato di gran lunga superiore.
Pellicani fu anche coinvolto, insieme a Carboni, nell'acquisizione del quotidiano La Nuova Sardegna tramite la società Sofint, di cui Carboni era il regista occulto. L'operazione suscitò critiche per l'opacità dell'assetto proprietario e per la presenza di personaggi legati alla P2.